# Giannīs Stathīs
Giannīs Stathīs (in greco Γιάννης Στάθης; Atene, 20 maggio 1987) è un ex calciatore greco, di ruolo difensore.

## Palmarès

### Club

#### Competizioni nazionali
- Beta Ethniki: 1

Panthrakikos: 2011-2012